# Heteropsis tenuispadix
Heteropsis tenuispadix es una especie de bejuco de la familia Araceae nativo de la Amazonia. Crece en la parte alta de los árboles del bosque húmedo.
Es utilizado para amarres en construcciones nativas y para en la cestería.